# Linaria arabiniana
Linaria arabiniana är en grobladsväxtart som beskrevs av M.B. Crespo, A. De la Torre och J.L. Solanas. Linaria arabiniana ingår i släktet sporrar, och familjen grobladsväxter. Inga underarter finns listade i Catalogue of Life.